# Frances Fox Piven
Frances Fox Piven (nacida el 10 de octubre de 1932) es una Trabajadora Social, profesora estadounidense de Ciencias políticas y sociología. Enseñó en la City University of New York desde 1982.

## Biografía
Piven es conocida tanto por su contribución a la teoría social como por su activismo social. Habitual de las protestas contra la Guerra contra la pobreza y por los derechos sociales en Nueva York y en el escenario nacional, desempeñó un papel en la formulación de los fundamentos teóricos de varios movimientos sociales. A lo largo de su carrera, ocupó cargos en la ACLU y los Socialistas Democráticos de América. También ocupó cargos en la Asociación Estadounidense de Ciencias Políticas. Ella formuló la Estrategia Cloward-Piven con Richard Cloward.

## Publicaciones
- Labor Parties in Postindustrial Societies (Oxford University Press, 1992, ISBN 978-0-19-520927-3)
- The War at Home: The Domestic Costs of Bush's Militarism (New Press, 2004, ISBN 978-1-59558-092-4)
- Challenging Authority: How Ordinary People Change America (Rowman and Littlefield, 2006, ISBN 978-0-7425-6316-2)
- Lessons for Our Struggle (Haymarket Books, 2011)

con Richard Cloward:
- Regulating the Poor: The Functions of Public Welfare (Pantheon, 1971, 2nd ed: Vintage, 1993, ISBN 978-0-679-74516-7)
- Poor People's Movements: Why They Succeed, How They Fail (Pantheon, 1977, ISBN 978-0-394-72697-7)
- New Class War: Reagan's Attack on the Welfare State and Its Consequences (Pantheon, 1982, ISBN 978-0-394-70647-4)
- Why Americans Don't Vote (Pantheon, 1988, ISBN 978-0-394-55396-2)
- The Breaking of the American Social Compact (New Press, 1997, ISBN 978-1-56584-476-6)
- Why Americans Still Don't Vote: And Why Politicians Want it That Way (Beacon, 2000, ISBN 978-0-8070-0449-4)
- Who’s Afraid of Frances Fox Piven? The Essential Writings of the Professor Glenn Beck Loves to Hate 2011 The New Press ISBN 978-1-59558-719-0

con Lee Staples et Richard Cloward:
- Roots to Power: A Manual for Grassroots Organizing (Praeger, 1984, ISBN 978-0-275-91800-2)

con Lorraine Minnite and Margaret Groarke:
- Keeping Down the Black Vote: Race and the Demobilization of American Voters (New Press, 2009, ISBN 978-1-59558-354-3)